# Orectolobus leptolineatus
Orectolobus leptolineatus  — вид рода ковровых акул одноимённого семейства отряда воббегонгообразных. Они встречаются в западной части Тихого океана. Максимальная зарегистрированная длина 112 см. У них приплюснутые и широкие голова и тело. Голова обрамлена характерной бахромой, образованной кожными лоскутами.

## Таксономия
Впервые вид был научно описан в 2010 году. Паратипы: взрослые самцы длиной 92—100 см, недоразвитые эмбрионы длиной 13,1—14 см и самка длиной 99,2 см,  найденные на рыбном рынке юго-восточного побережья Ломбока, Индонезия;; самка длиной 84,9 см, найденная на рыбном рынке юго-западного побережья Бали;.
Видовое название происходит от слов греч. ληπτός  — «тонкий» и лат. lineatus  — «линованный»
.

## Ареал
Orectolobus leptolineatus обитают в западной части Тихого океана у побережья Индонезии, Борнео, возможно, Тайваня, Филиппин и островов Рюкю. Глубина, на которой встречаются эти акулы, точно не известна. Все известные на данный момент акулы, были пойманы глубоководными ярусами на континентальном шельфе.

## Описание
У Orectolobus leptolineatus приплюснутые и широкие голова и тело. Окраска очень пёстрая, спина и бока и дорсальная поверхность плавников покрыты многочисленными тонкими тёмно-коричневыми полосками. Брюхо ровного тусклого цвета. Ноздри обрамлены разветвлёнными усиками. Голову обрамляет характерная бахрома из кожаных лопастей. Бугорки и шишки над глазами отсутствуют. Спинные плавники узкие, стоят вертикально. Основание первого спинного плавника начинается над началом основания брюшных плавников. Расстояние между спинными плавниками составляет 0,5—0,8 длины основания анального плавника. Внутренний край анального плавника равно 0,7—0,длины внешнего края. Во рту имеются 23 верхних зубных рядов. Имеется рудиментарный срединный ряд на симфизе верхней челюсти. Общее количество позвонков осевого скелета 148—163.

## Биология
Рацион Orectolobus floridus, вероятно, состоит их костистых рыб,  ракообразных и головоногих. Все известные до настоящего время самцы были половозрелыми, их размер превышал 90 см, меньшая из половозрелых самок самок была длиной 94, длина двух беременных самок составляла 104 и 108 см. Максимальный зарегистрированный размер 112 см.

## Взаимодействие с человеком
Вид представляет интереса для локального рыбного промысла. Мясо используют в пищу. Международный союз охраны природы еще не оценил статус сохранности данного вида.